# فالنتين بيلون
فالنتين بيلون (بالفرنسية: Valentin Belon)‏ (5 يوليو 1995 بفرنسا - ) هو لاعب كرة قدم فرنسي في مركز حراسة المرمى. لعب مع نادي لانس.

## وصلات خارجية
- فالنتين بيلون على موقع قاعدة بيانات كرة القدم.إي يو (الإنجليزية)
- فالنتين بيلون على موقع Soccerbase.com (لاعب) (الإنجليزية)
- فالنتين بيلون على موقع Soccerway.com (الإنجليزية)
- فالنتين بيلون على موقع عالم كرة القدم.نت (الإنجليزية)
- فالنتين بيلون على موقع AS.com (الإسبانية)
- فالنتين بيلون على موقع GSA (الإنجليزية)